# 2MASS J09373487+2931409
2MASS J09373487+2931409 ist ein T6-Zwerg im Sternbild Löwe. Er weist ein ungewöhnliches Spektrum auf, das auf eine metallarme Atmosphäre und/oder auf eine hohe Oberflächenbeschleunigung (hohen Druck an der Oberfläche) hindeutet. Durch Messung der Parallaxe im Infraroten konnte seine Entfernung zu etwa 20 Lichtjahren bestimmt werden. Seine Effektivtemperatur wird auf etwa 880 Kelvin geschätzt.